# Saison 2011-2012 du Leeds United Football Club
Maillots
Dernière mise à jour : 30 avril 2012.
Chronologie
Saison précédente Saison suivante
Ceci est la deuxième saison de Leeds United en D2 depuis sa remontée dans cette division.

## Résumé de la saison

### Mercato

#### Mercato d'été
| Type                 | Date              | Prix                                    | Joueur            | Ancien ou nouveau club |
| Arrivées · (0,23 M€) | 23 juin 2011      | fin de contrat                          | Paul Rachubka     | Blackpool FC (D2)      |
| Arrivées · (0,23 M€) | 11 juillet 2011   | Fin de contrat                          | Michael Brown     | Portsmouth (D2)        |
| Arrivées · (0,23 M€) | 25 juillet 2011   | 0,23 M€                                 | Andrew Lonergan   | Preston North End (D3) |
| Arrivées · (0,23 M€) | 4 août 2011       | En prêt                                 | Darren O'Dea      | Celtic FC (D1)         |
| Arrivées · (0,23 M€) | 15 août 2011      | En prêt                                 | Andy Keogh        | Wolverhampton (D1)     |
| Arrivées · (0,23 M€) | 8 septembre 2011  | Fin de contrat                          | Mikael Forssell   | Hanovre 96 (D1)        |
| Arrivées · (0,23 M€) | 13 septembre 2011 | Fin de contrat                          | Mika Väyrynen     | SC Heerenveen (D1)     |
| Arrivées · (0,23 M€) | 22 septembre 2011 | En prêt                                 | Danny Pugh        | Stoke City (D1)        |
| Arrivées · (0,23 M€) | 4 novembre 2011   | En prêt                                 | Alex McCarthy     | Reading FC (D2)        |
| Arrivées · (0,23 M€) | 24 novembre 2011  | Fin de contrat                          | Maik Taylor       | Birmingham City (D2)   |
| Départs · (3,7 M€)   | 27 juin 2011      | 1,7 M€                                  | Kasper Schmeichel | Leicester FC (D2)      |
| Départs · (3,7 M€)   | 31 août 2011      | 2 M€                                    | Max Gradel        | AS Saint-Etienne (D1)  |
| Départs · (3,7 M€)   |                   | Fin de contrat                          | Neil Kilkenny     | Bristol City (D2)      |
| Départs · (3,7 M€)   |                   | Fin de contrat                          | Richard Naylor    | Doncaster Rovers (D2)  |
| Départs · (3,7 M€)   |                   | Fin de contrat                          | Bradley Johnson   | Norwich City (D1)      |
| Départs · (3,7 M€)   |                   | Fin de contrat                          | Shane Higgs       | Northampton Town (D4)  |
| Départs · (3,7 M€)   |                   | Fin de contrat                          | Elliot Kebbie     | FC Barcelone (D1)      |
| Départs · (3,7 M€)   |                   | Fin de contrat                          | James Baxendale   | Doncaster Rovers (D2)  |
| Départs · (3,7 M€)   |                   | Fin de contrat                          | Jonny Birbeck     | -                      |
| Départs · (3,7 M€)   |                   | Fin de contrat                          | James Booker      | -                      |
| Départs · (3,7 M€)   |                   | contrat terminé par consentement mutuel | Mike Grella       | Brentford FC (D2)      |
| Départs · (3,7 M€)   |                   | contrat terminé par consentement mutuel | Federico Bessone  | Swansea City (D1)      |

#### Mercato d'hiver
| Type                | Date             | Prix                                    | Joueur          | Ancien ou nouveau club       |
| Arrivées · (0,6 M€) | 1er janvier 2012 | En prêt                                 | Andros Townsend | Tottenham Hotspur (D1)       |
| Arrivées · (0,6 M€) | 2 janvier 2012   | 0,6 M€                                  | Danny Pugh      | Stoke City (D1)              |
| Arrivées · (0,6 M€) | 11 janvier 2012  | Fin de contrat                          | Robbie Rogers   | Columbus Crew (D1)           |
| Arrivées · (0,6 M€) | 20 janvier 2012  | En prêt                                 | Fabian Delph    | Aston Villa (D1)             |
| Arrivées · (0,6 M€) | 31 janvier 2012  | En prêt                                 | Adam Smith      | Tottenham Hotspur (D1)       |
| Arrivées · (0,6 M€) | 28 février 2012  | Agent libre                             | Danny Webber    | Agent libre                  |
| Arrivées · (0,6 M€) | 6 mars 2012      | En prêt                                 | Paul Robinson   | Bolton Wanderers (D1)        |
| Départs · (2,4M €)  | 1er janvier 2012 | Prêt terminé                            | Andy Keogh      | Wolverhampton Wanderers (D1) |
| Départs · (2,4M €)  | 1er janvier 2012 | Prêt terminé                            | Alex McCarthy   | Reading FC (D2)              |
| Départs · (2,4M €)  | 12 janvier 2012  | Contrat terminé par consentement mutuel | Will Hatfield   | Accrington Stanley (D4)      |
| Départs · (2,4M €)  | 24 janvier 2012  | 2,4 M€                                  | Jonathan Howson | Norwich City (D1)            |
| Départs · (2,4M €)  | 26 janvier 2012  | En prêt                                 | Ben Parker      | Carlisle United (D3)         |
| Départs · (2,4M €)  | 31 janvier 2012  | En prêt                                 | Alex Cairns     | Barrow FC (D5)               |
| Départs · (2,4M €)  | 16 février 2012  | Prêt terminé                            | Fabian Delph    | Aston Villa (D1)             |
| Départs · (2,4M €)  | 23 février 2012  | Prêt terminé                            | Andros Townsend | Tottenham Hotspur (D1)       |
| Départs · (2,4M €)  | 6 mars 2012      | En prêt                                 | Paul Rachubka   | Leyton Orient FC (D3)        |
| Départs · (2,4M €)  | 12 mars 2012     | En prêt                                 | Maik Taylor     | Milwall FC (D2)              |
| Départs · (2,4M €)  | 14 mars 2012     | En prêt                                 | Lloyd Sam       | Notts County FC (D3)         |

## Effectif professionnel

### Joueurs actuels
À la date du 14 mars 2012
| N° | Nat.                    | Poste | Nom du joueur    |
| -- | ----------------------- | ----- | ---------------- |
| 1  | Drapeau de l'Angleterre | G     | Andrew Lonergan  |
| 2  | Drapeau de l'Angleterre | D     | Paul Connolly    |
| 3  | Drapeau de l'Australie  | D     | Patrick Kisnorbo |
| 5  | Drapeau de l'Irlande    | D     | Andy O'Brien     |
| 6  | Drapeau des États-Unis  | M     | Robbie Rogers    |
| 7  | Drapeau de la Finlande  | M     | Mika Väyrynen    |
| 8  | Drapeau de l'Angleterre | M     | Michael Brown    |
| 9  | Drapeau de l'Angleterre | A     | Billy Paynter    |
| 10 | Drapeau de l'Argentine  | A     | Luciano Becchio  |
| 15 | Drapeau de l'Angleterre | M     | Adam Clayton     |
| 16 | Drapeau de l'Angleterre | M     | Danny Pugh       |
| 18 | Drapeau de la Finlande  | A     | Mikael Forssell  |
| 19 | Drapeau de l'Angleterre | D     | Ben Parker       |
| 20 | Drapeau du Honduras     | M     | Ramón Núñez      |
| 22 | Drapeau de l'Angleterre | D     | Tom Lees         |
| 23 | Drapeau de l'Écosse     | M     | Robert Snodgrass |

| No. | Nat.                     | Position | Nom du joueur                                 |
| --- | ------------------------ | -------- | --------------------------------------------- |
| 25  | Drapeau de l'Angleterre  | A        | Danny Webber                                  |
| 26  | Drapeau de l'Angleterre  | D        | Leigh Bromby                                  |
| 27  | Drapeau d'Afrique du Sud | A        | Davide Somma                                  |
| 28  | Drapeau de l'Irlande     | D        | Aidan White                                   |
| 29  | Drapeau de l'Angleterre  | M        | Zac Thompson                                  |
| 30  | Drapeau de l'Angleterre  | G        | Alex Cairns                                   |
| 31  | Drapeau de l'Angleterre  | M        | Charlie Taylor                                |
| 32  | Drapeau de l'Angleterre  | M        | Lewis Turner                                  |
| 33  | Drapeau de l'Angleterre  | D        | Paul Robinson (prêté par Bolton Wanderers FC) |
| 44  | Drapeau de l'Écosse      | A        | Ross McCormack                                |
| 48  | Drapeau de l'Irlande     | D        | Darren O'Dea (prêté par le Celtic)            |
|     | Drapeau de l'Angleterre  | M        | Joe McCann                                    |
|     | Drapeau de l'Angleterre  | M        | Sanchez Payne                                 |
|     | Drapeau de l'Angleterre  | D        | Nathan Turner                                 |
|     | Drapeau de l'Allemagne   | D        | Monty Gimpel                                  |

### Joueurs en prêt
| N° | Nat.                                                  | Poste | Nom du joueur                                                   |
| -- | ----------------------------------------------------- | ----- | --------------------------------------------------------------- |
| 12 | Drapeau de l'Angleterre                               | G     | Paul Rachubka (prêté à Leyton Orient FC jusqu'au 6 avril 2012)  |
| 24 | Drapeau de l'Irlande du Nord (drapeau du Royaume-Uni) | G     | Maik Taylor (prêté à Milwall FC jusqu'à la fin de la saison)    |
| 11 | Drapeau du Ghana                                      | M     | Lloyd Sam (prêté à Notts County FC jusqu'à la fin de la saison) |

### Équipe type: les joueurs les plus utilisés
- Seuls les matchs de championnat sont pris en compte.
- Entre parenthèses, les matchs qu'ils ont débuté en tant que remplaçant.

| \| No. \| Pos. \| Nom \| Matchs \| Buts \| \| --- \| ---- \| ---------------- \| ------ \| ---- \| \| 1 \| G \| Andrew Lonergan \| 34 \| 0 \| \| 2 \| D \| Paul Connolly \| 23(5) \| 0 \| \| 22 \| D \| Tom Lees \| 41(1) \| 2 \| \| 48 \| D \| Darren O'Dea \| 34(0) \| 1 \| \| 16 \| D \| Danny Pugh \| 31(3) \| 2 \| \| 23 \| M \| Robert Snodgrass \| 42(1) \| 13 \| \| 8 \| M \| Michael Brown \| 21(3) \| 1 \| \| 15 \| M \| Adam Clayton \| 43(1) \| 6 \| \| 28 \| M \| Aidan White \| 35(1) \| 0 \| \| 44 \| A/M \| Ross McCormack \| 42(3) \| 18 \| \| 10 \| A \| Luciano Becchio \| 25(16) \| 12 \| | Lonergan Connolly Lees O'Dea Pugh Snodgrass (c) Clayton Brown White McCormack Becchio |                  |        |      |
| No. | Pos.                                                                                  | Nom              | Matchs | Buts |
| 1 | G                                                                                     | Andrew Lonergan  | 34     | 0    |
| 2 | D                                                                                     | Paul Connolly    | 23(5)  | 0    |
| 22 | D                                                                                     | Tom Lees         | 41(1)  | 2    |
| 48 | D                                                                                     | Darren O'Dea     | 34(0)  | 1    |
| 16 | D                                                                                     | Danny Pugh       | 31(3)  | 2    |
| 23 | M                                                                                     | Robert Snodgrass | 42(1)  | 13   |
| 8 | M                                                                                     | Michael Brown    | 21(3)  | 1    |
| 15 | M                                                                                     | Adam Clayton     | 43(1)  | 6    |
| 28 | M                                                                                     | Aidan White      | 35(1)  | 0    |
| 44 | A/M                                                                                   | Ross McCormack   | 42(3)  | 18   |
| 10 | A                                                                                     | Luciano Becchio  | 25(16) | 12   |

Dernière mise à jour le 30 avril 2012

## Statistiques joueurs

### Buteurs (toutes compétitions)
- Ross McCormack : 19 buts
- Robert Snodgrass : 13 buts
- Luciano Becchio : 12 buts
- Adam Clayton : 6 buts
- Ramón Núñez : 5 buts
- Paynter : 2 buts
- Tom Lees : 2 buts
- Danny Pugh : 2 buts
- Andrew Keogh : 2 buts
- Michael Brown : 1 but
- Andros Townsend : 1 but
- Jonathan Howson : 1 but
- Danny Webber : 1 but
- Darren O'Dea : 1 but
- Max Gradel : 1 but.

### Passeurs (toutes compétitions)
- Robert Snodgrass : 15 passes
- Adam Clayton : 7 passes
- Ross McCormack : 5 passes
- Lloyd Sam : 4 passes
- Aidan White : 3 passes
- Luciano Becchio : 2 passes
- Jonathan Howson : 2 passes
- Tom Lees : 2 passes
- Paul Connolly : 2 passes
- Danny Pugh : 1 passe
- Darren O'Dea : 1 passe
- Paynter : 1 passe
- Andrew Keogh : 1 passe
- Michael Brown : 1 passe
- Mikael Forssell : 1 passe
- Charlie Taylor : 1 passe
- Ramón Núñez : 1 passe
- Danny Webber : 1 passe
- Andrew Lonergan : 1 passe.

## Rencontres

### Résultats

#### Championship
| Bilan des matches |    |    |    |    |    |    |    |    |    |    |    |    |    |    |    |    |    |    |    |    |    |    |    |    |    |    |    |    |    |    |    |    |    |    |    |    |    |    |    |    |    |    |    |    |    |    |
| Journée           | 01 | 02 | 03 | 04 | 05 | 06 | 07 | 08 | 09 | 10 | 11 | 12 | 13 | 14 | 15 | 16 | 17 | 18 | 19 | 20 | 21 | 22 | 23 | 24 | 25 | 26 | 27 | 28 | 29 | 30 | 31 | 32 | 33 | 34 | 35 | 36 | 37 | 38 | 39 | 40 | 41 | 42 | 43 | 44 | 45 | 46 |
| Lieu              | E  | D  | D  | E  | E  | D  | D  | E  | D  | E  | D  | E  | E  | D  | D  | E  | E  | D  | E  | D  | E  | D  | E  | E  | D  | E  | D  | D  | E  | D  | E  | D  | E  | D  | E  | E  | D  | D  | E  | D  | E  | D  | D  | E  | E  | D  |
| Résultat          | D  | D  | V  | N  | D  | V  | V  | N  | V  | V  | N  | V  | D  | N  | D  | V  | V  | D  | V  | V  | N  | D  | D  | D  | V  | N  | V  | D  | V  | D  | D  | V  | N  | D  | N  | V  | N  | D  | V  | D  | D  | D  | V  | D  | N  | D  |
| Class.            | 23 | 23 | 13 | 13 | 19 | 12 | 11 | 9  | 11 | 5  | 10 | 5  | 5  | 7  | 10 | 7  | 5  | 5  | 5  | 5  | 6  | 6  | 8  | 10 | 8  | 11 | 9  | 10 | 9  | 10 | 11 | 10 | 10 | 10 | 10 | 10 | 10 | 10 | 10 | 10 | 11 | 14 | 12 | 12 | 13 | 14 |